# Radyvyliv
Radyvyliv (em ucraniano:  Радиви́лів; em russo:  Радивилов, transl. Radivilov; em polonês/polaco:  Radziwiłłów; em iídiche:  ראדזיווילוב) é uma cidade da Ucrânia, situada no Oblast de Rivne. Tem 6,4 km² de área e sua população em 2020 foi estimada em 10.476 habitantes.